# Ophiobolus fulgidus
Ophiobolus fulgidus är en svampart som först beskrevs av Cooke & Peck, och fick sitt nu gällande namn av Pier Andrea Saccardo 1883. Ophiobolus fulgidus ingår i släktet Ophiobolus och familjen Leptosphaeriaceae.   Inga underarter finns listade i Catalogue of Life.